# هوشینا ماساتوشی
هوشینا ماساتوشی ((به ژاپنی: 保科 正俊 Hoshina Masatoshi)؛ ۱۵۰۹ – ۱۵۹۳ (سن ۸۴)) سامورایی در دوره سنگوکو و ملازم خاندان تاکدا اهل ژاپن بود.